# Viktor Weißhaupt

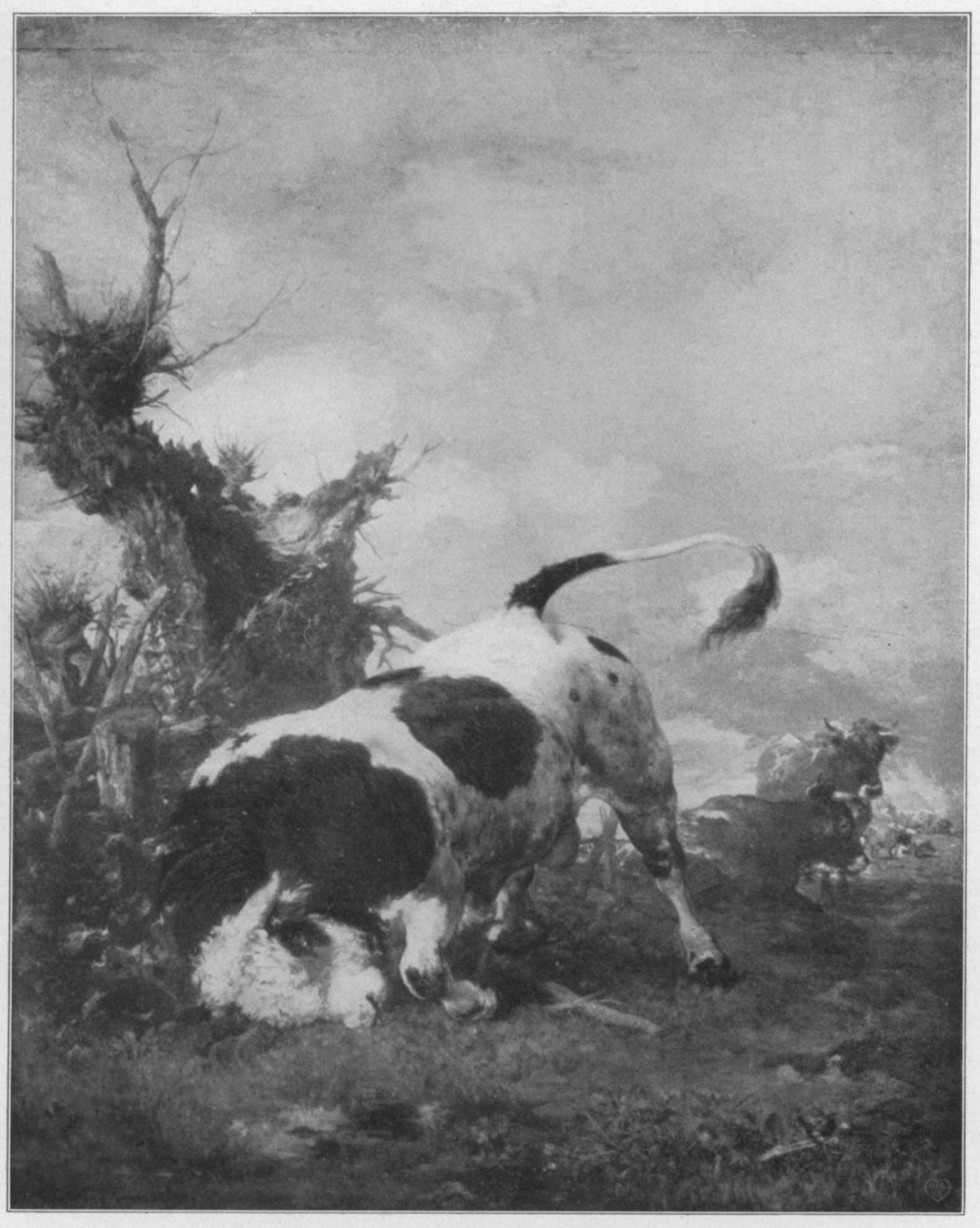
Der wilde Stier

Viktor Weißhaupt (* 6. März 1848 in München; † 23. Februar 1905 in Karlsruhe) war ein deutscher Maler.

## Leben
Viktor Weißhaupt wurde am 6. März 1848 in München als Sohn des Silberschmiedes Karl Weißhaupt geboren. Er war ein deutscher Tier- und Landschaftsmaler und unterrichtete ab 1885 an der Staatlichen Akademie der Bildenden Künste Karlsruhe als Nachfolger von Heinrich von Zügel. 
Sein Lehrer war der bekannte Maler Wilhelm Diez an der Münchener Akademie. Weißhaupt wurde 1879 durch sein Gemälde „Wilder Stier“ bekannt. Viktor Weißhaupt war seit 1890 mit der bekannten Landschaftsmalerin Fanny Edle von Geiger verheiratet, er wohnte nun teilweise in Etzenhausen bei Dachau und war Mitglied der Münchner Sezession. Seine wichtigsten Werke entstanden im Dachauer Moos von 1874 bis 1895.
Er erhielt wichtige Preise wie die Goldmedaille 1878 in London, 1880 in Düsseldorf, 1881 in Berlin, 1876 in München u. a.

## Werke (Auszug)
- Wilder Stier
- Viehherde im Wasser
- Stiller Weiher am Wiesengrund
- Kühe an der Tränke
- Pflügender Bauer
- Kühe mit Hirtenbub auf der Weide
- Reiter mit Rinderherde